# Corallus hortulanus
Corallus hortulanus,:tên thông thường tiếng Anh: Amazon tree boa, macabrel, Cook's tree boa, common tree boa, garden tree boa. là một loài trăn được tìm thấy tại Nam Mỹ. Không có phân loài nào hiện được công nhận. Con trưởng thành phát triển đến chiều dài trung bình 5 tới 6.5 feet (1.5–2 m). Loài này cực kỳ đa dạng về màu sắc và hoa văn.